# Maoris
Ne doit pas être confondu avec Mahorais.
Pour les articles homonymes, voir Maori.

Carte du peuplement de la Polynésie.

Les Maoris (en maori : māori, /maːori/) sont un peuple d'origine polynésienne habitant les îles Cook et la Nouvelle-Zélande, principalement les régions septentrionales de l'île du Nord. Ce sont des indigènes polynésiens.
Les Maoris ont une culture propre, notamment une langue et une mythologie, avec cependant des différences entre le maori des Maoris de Nouvelle-Zélande et celui des Maoris des îles Cook.

## Étymologie
À l'origine, le terme signifie littéralement « ordinaire », mais cette étymologie est parfois discutée. En tahitien, māori signifie également « en confiance », « comme des bienvenus ». Haere māori mai! « Venez, soyez les bienvenus ! » (Dictionnaire du fare vana'a)
Avec l'arrivée des premiers Européens (les « Pākehā » ou « Papa'a ») au XVIIIe siècle, les populations indigènes commencent à se désigner ainsi, tout d'abord sous la forme de tangata māori (personne ordinaire, autochtone), pour finalement ne garder que « Maori ». En tant que mot océanien, « maori » est invariable et ne s'accorde ni en genre, ni en nombre selon certains[Qui ?]. En français, l'adjectif « maori » s'accorde en genre et en nombre.

## Sens du nom
Dans son acception courante, le terme « maori » désigne :
- l'ensemble des groupes de population de Polynésie parlant des langues polynésiennes, qui sont relativement inter-compréhensibles.
- Une évolution récente tend à conserver l'usage du terme pour désigner spécifiquement les Maoris de Nouvelle-Zélande et ceux des îles Cook, tandis que d'autres termes sont forgés pour désigner plus précisément d'autres groupes de population, comme mā’ohi en tahitien.

## Histoire

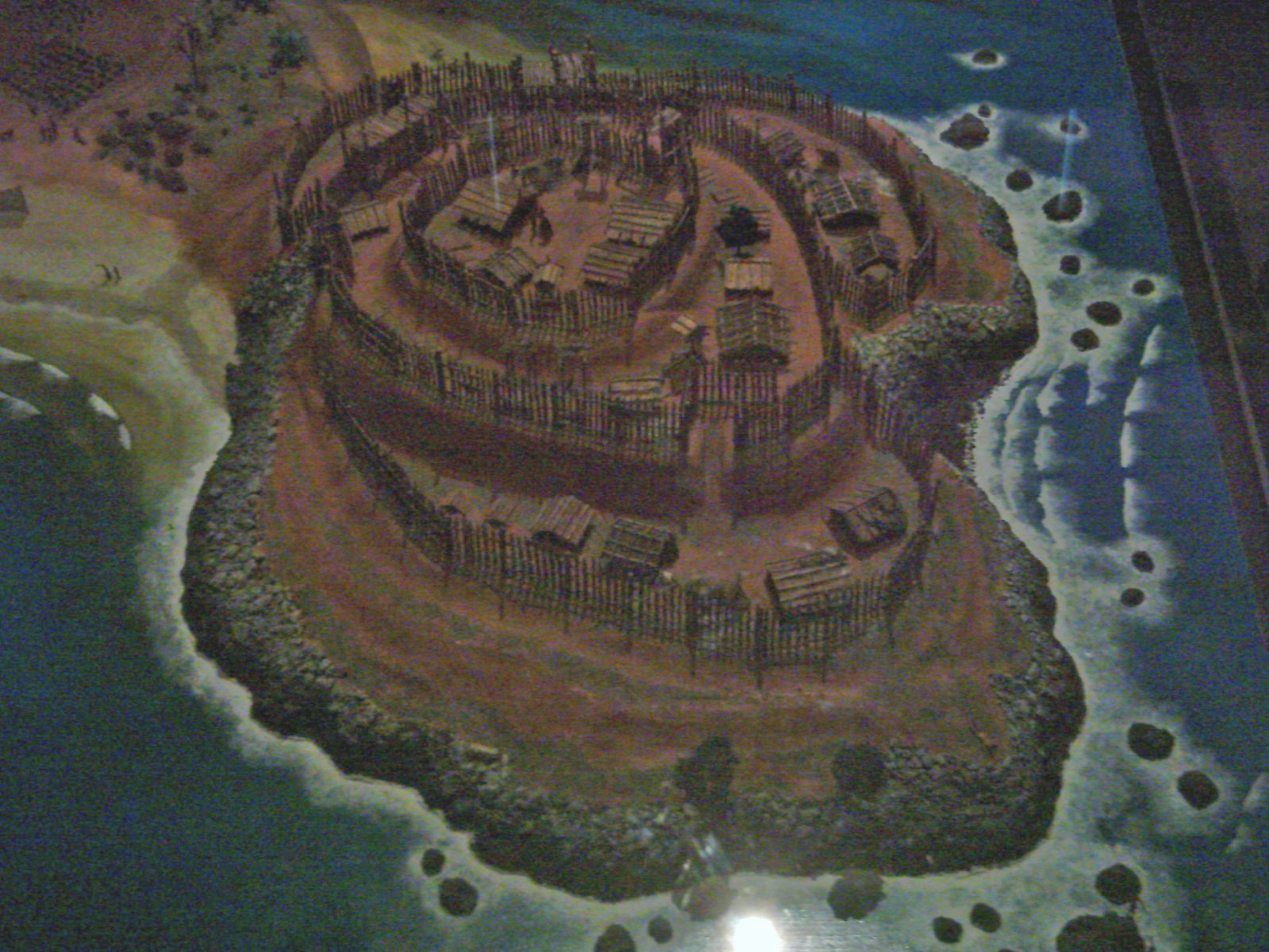
Camp de défense (Pa) maori sur une avancée terrestre.

Il n'existe aucune preuve crédible d'un peuplement de la Nouvelle-Zélande avant l'arrivée des Māori ; en revanche, des preuves irréfutables issues de l'archéologie, de la linguistique et de l'anthropologie physique indiquent que les premiers colons ont migré de Polynésie et sont devenus les Māori. Des preuves indiquent que leurs ancêtres (en tant que membres du groupe plus large des peuples austronésiens) remontent à 5 000 ans, jusqu'aux peuples indigènes de Taïwan. Les Polynésiens se sont installés dans une vaste région englobant Tonga, Samoa, Tahiti, Hawaiʻi, l'île de Pâques (Rapa Nui) et enfin la Nouvelle-Zélande.
La date de l'arrivée et de l'installation des premiers habitants fait l'objet d'un débat. Il est possible que des explorations et des installations aient eu lieu avant l'éruption du mont Tarawera (vers 1315), si l'on en croit les ossements de rats polynésiens et les coquillages rongés par les rats, ainsi que les preuves d'incendies de forêt généralisés au cours de la décennie précédente. Une étude réalisée en 2022 à l'aide de la technologie avancée du radiocarbone suggère que « les premiers habitants Māori se sont installés dans l'île du Nord entre 1250 et 1275 ». Cependant, une synthèse des preuves archéologiques et génétiques conclut que, que certains colons soient arrivés ou non avant l'éruption du Tarawera, la principale période de peuplement s'est déroulée dans les décennies qui ont suivi, quelque part entre 1320 et 1350, ce qui correspond largement aux analyses des traditions orales Māori, qui décrivent l'arrivée des ancêtres dans un certain nombre de grandes pirogues océaniques (waka) comme une migration de masse planifiée vers 1350.
Ils ont eu un impact profond sur leur environnement depuis leur première installation en Nouvelle-Zélande et leurs voyages plus au sud, avec des preuves archéologiques définitives d'une brève installation jusqu'à l'île d'Enderby. Certains ont émis l'hypothèse que les explorateurs Māori auraient été les premiers à découvrir l'Antarctique : selon une traduction de Stephenson Percy Smith datant du XIXe siècle, une partie de l'histoire orale des Rarotongans décrit Ui-te-Rangiora, vers l'an 650, menant une flotte de Waka Tīwai vers le sud jusqu'à ce qu'ils atteignent « un lieu de froid glacial où des structures en forme de rochers s'élèvent d'une mer solide ». Sur la base des interprétations de Wehi et de ses collègues, des commentateurs ultérieurs ont émis l'hypothèse que ces brèves descriptions pourraient correspondre à la plate-forme glaciaire de Ross, voire au continent antarctique, ou à des icebergs entourés de glace de mer dans l'océan Austral. D'autres chercheurs sont beaucoup plus sceptiques, soulevant de sérieux problèmes avec les traductions de Smith, et estimant que les capacités maritimes māories, bien qu'avancées, restaient insuffisantes pour une expédition vers l'Antarctique.

## Culture - Art maori
L'art maori se caractérise par l'importance des tatouages aux formes courbes, le décor sculpté des maisons de bois, les bijoux…

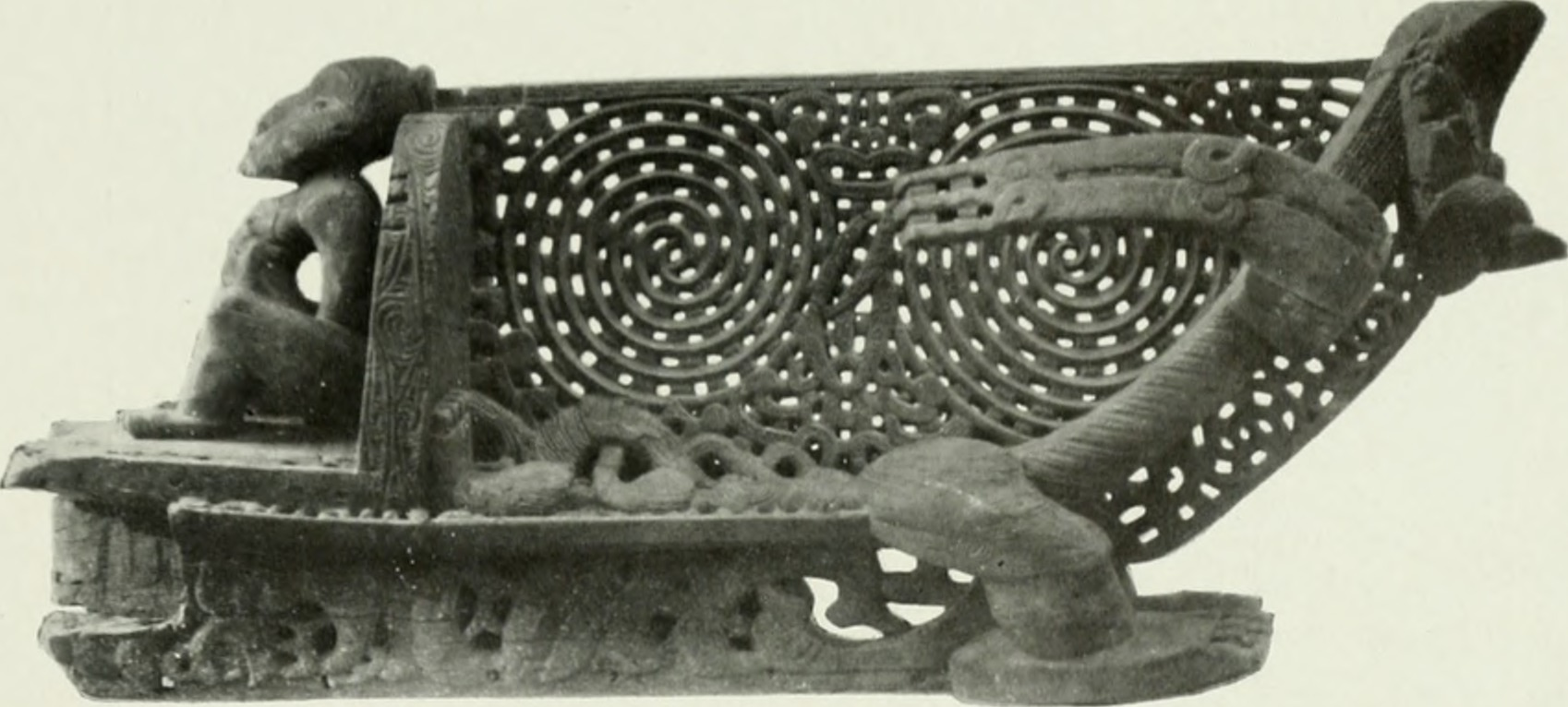
Proue de canoë maori, circa 1900. American museum of natural history, New-York.

## Les Maoris dans l'art

### Au cinéma
En 2016, le film Vaïana, la Légende du bout du monde des studios Disney présente Mauï, un demi-dieu, et Vaïana, une future cheffe de clan, et montre une partie des croyances maories et polynésiennes.